# سوجین (خواننده)
سو سوجین (کره‌ای: 서수진؛ زادهٔ ۹ مارس ۱۹۹۸) که بیشتر با نام سوجین (انگلیسی: Soojin) شناخته می‌شود، خواننده و رقصنده اهل کره جنوبی است. او عضو  گروه دخترانهٔ (جی)آیدل زیر نظر کیوب انترتینمنت بود.

## اوایل زندگی
سوجین زادهٔ هواسونگ، استان گیونگ‌گی، کره جنوبی است. او در مدرسه راهنمایی واو در هواسونگ تحصیل کرده‌است. او زمانیکه دانش آموز دبیرستان هنرهای سئول بود، رقص جاز و تکواندو را یادگرفت. سوجین در سالهای اولیهٔ زندگی خود تصمیم گرفت که خواننده شود اما دو سال طول کشید تا پدرش متقاعد شود و با تصمیم او موافقت کند.

## فیلم‌شناسی

### ورایتی شو
| سال  | عنوان                    | شبکه                         | توضیحات                         | منابه |
| ---- | ------------------------ | ---------------------------- | ------------------------------- | ----- |
| ۲۰۲۰ | من ترند هستم، مینی سوجین | گلانس تی‌وی، ناور استایل تی‌وی | عضو گروه بازیگران به همراه مینی | [ ۳ ] |